# Andaraí
Andaraí é um município do estado da Bahia, no Brasil. Sua população, conforme o Censo 2022 do Instituto Brasileiro de Geografia e Estatística, é de 13 080 habitantes.
É a terra natal e o cenário de vários romances do escritor Herberto Sales.

## História
A região de Andaraí teve como primeiros habitantes os indígenas cariris, cuja presença pode ser atestada pelas pinturas rupestres no município. Ao longo do período colonial, a eles se juntaram escravos fugitivos, que fundaram quilombos na região, como os de Orobó, Tupins e Andaraí, registrados pelo fazendeiro local Rodrigo de Souza Coutinho em 1796.
A descoberta de jazidas de diamante em Andaraí ocorreu em 1845 ou 1846, pelo capitão José de Figueiredo e sua família, oriundos de Santa Isabel do Paraguaçu (atual Mucugê). Com isso, chegaram à região um grande número de pessoas ávidas pelo minério, vindas de Minas Gerais e localidades próximas mais antigas, como Bom Jesus do Rio de Contas (atual Piatã), Minas do Rio de Contas (atual Rio de Contas) e Caetité. No garimpo mais conhecido, ativo e de melhor qualidade da região, se formou a povoação de Andaraí, o qual foi crescendo e, com isso, chegaram o comércio e indústrias de transformação.
A Lei provincial nº 1.811, de 11 de junho de 1878, elevou Andaraí à categoria de freguesia, subordinada à vila de São João do Paraguaçu (atual Mucugê). Posteriormente, a Resolução provincial nº 2.444, de 19 de maio de 1884, desmembrou de Santa Isabel do Paraguaçu as freguesias de Andaraí e Xique-Xique (atual Igatu, criada quatro dias antes) para compor o território da nova vila de Andaraí, a qual foi instalada em 14 de julho de 1885. Por meio de Ato Estadual de 28 de abril de 1891, foi concedida a Andaraí foros de cidade.
Durante a República Velha, em Andaraí destaca-se a figura de Aureliano Gondim, o coronel mais famoso, temido e respeitado do município, uma das inspirações do escritor andaraiense Herberto Sales ao escrever o romance Cascalho.
Após o fim do Ciclo do Diamante, a economia andaraiense passou a ser baseada no cultivo do café e na mineração em pequena escala.
Em 1961, o distrito de Itaetê, criado em 1927, foi desmembrado de Andaraí e elevado à categoria de município.
Na década de 1970, o garimpo mecanizado foi introduzido em Andaraí, trazendo grandes danos à natureza, como assoreamento e contaminação dos rios, poluição e desmatamento, o que levou à sua proibição em 1996.

## Geografia
Andaraí está localizada na Chapada Diamantina, a 414 km de Salvador, e sua sede municipal está a uma altitude de 440 m. Faz divisa com os municípios de Mucugê, Lençóis, Lajedinho, Ibiquera, Itaetê, Ibicoara e Nova Redenção.